# Glaucomys sabrinus
Il glaucomio del nord (Glaucomys sabrinus Shaw, 1801) è una delle due specie del genere Glaucomys, gli unici scoiattoli volanti originari del Nordamerica (l'altra è il più piccolo glaucomio del sud, G. volans). Diversamente dalla maggior parte delle specie della sua famiglia, ma come tutti gli altri scoiattoli notturni, ha abitudini strettamente notturne.

## Tassonomia
Attualmente, gli studiosi riconoscono 25 sottospecie di glaucomio del nord:
- G. s. sabrinus Shaw, 1801 (zone interne del Canada, da Fort Simpson, Territori del Nord-Ovest, e dal corso inferiore del fiume Churchill, a ovest della baia di Hudson, fino al Minnesota settentrionale, all'estremità nord-occidentale del Wisconsin, all'Ontario meridionale e al Québec meridionale);
- G. s. alpinus Richardson, 1828 (regione delle Montagne Rocciose dell'Alberta e della Columbia Britannica);
- G. s. bangsi Rhoads, 1897 (regioni montuose di Idaho centrale, Oregon orientale, Montana sud-occidentale e Wyoming occidentale);
- G. s. californicus Rhoads, 1897 (monti San Bernardino e San Jacinto, California);
- G. s. canescens A. H. Howell, 1915 (Manitoba meridionale, Dakota del Nord orientale, Black Hills del Dakota del Sud e monti Bear Lodge, Wyoming);
- G. s. coloratus Handley, 1953 (Carolina del Nord);
- G. s. columbiensis A. H. Howell, 1915 (vallate interne e regioni collinari di Columbia Britannica meridionale e Stato di Washington settentrionale);
- G. s. flaviventris A. H. Howell, 1915 (California settentrionale);
- G. s. fuliginosus Rhoads, 1897 (Catena delle Cascate);
- G. s. fuscus Miller, 1936 (Virginia Occidentale);
- G. s. goodwini Anderson, 1943 (Nuovo Brunswick e Québec);
- G. s. gouldi Anderson, 1943 (Nuovo Brunswick, Isola del Principe Edoardo, Isola del Capo Bretone e Nuova Scozia);
- G. s. griseifrons A. H. Howell, 1934 (Isola Principe di Galles, Alaska);
- G. s. klamathensis Merriam, 1897 (Oregon centrale, a est della Catena delle Cascate);
- G. s. lascivus Bangs, 1899 (monti della Sierra Nevada e regione orientale della Contea di Shasta);
- G. s. latipes A. H. Howell, 1915 (monti Selkirk e altre regioni montuose della Columbia Britannica sud-orientale, e montagne più elevate dell'Idaho settentrionale e del Montana nord-occidentale);
- G. s. lucifugus Hall, 1934 (Contea di Summit, Utah);
- G. s. macrotis Mearns, 1898 (Nuova Scozia, Nuovo Brunswick, Maine, New Hampshire, Vermont, Massachusetts settentrionale, regioni settentrionali dello Stato di New York, Pennsylvania settentrionale, Ontario meridionale, regioni settentrionali del Michigan e Wisconsin nord-orientale);
- G. s. makkovikensis Sornborger, 1900 (regione costiera del Labrador e Québec orientale);
- G. s. murinauralis Musser, 1961 (Contea di Beaver, Utah sud-occidentale);
- G. s. oregonensis Bachman, 1839 (regione costiera di Oregon, Stato di Washington e Columbia Britannica meridionale);
- G. s. reductus Cowan, 1937 (regione del lago Lonesome, sul fiume Atnarko, Columbia Britannica);
- G. s. stephensi Merriam, 1900 (regione costiera della California settentrionale);
- G. s. yukonensis Osgood, 1900 (regione del fiume Yukon);
- G. s. zaphaeus Osgood, 1905 (regione costiera dell'Alaska sud-orientale e Columbia Britannica settentrionale).

## Descrizione
Questo roditore, di abitudini arboricole e notturne, presenta le regioni superiori ricoperte da una fitta pelliccia di colore marrone chiaro o cannella. Una membrana ricoperta di pelo, detta patagio, si estende tra gli arti anteriori e quelli posteriori e consente all'animale di planare nell'aria. I fianchi sono di colore grigiastro e le regioni posteriori sono biancastre. Possiede grandi occhi e una coda appiattita. Si riconosce facilmente per le lunghe vibrisse, tipiche degli animali notturni. Gli esemplari adulti misurano 25–37 cm di lunghezza e pesano 110-230 g.

## Distribuzione e habitat
Il glaucomio del nord è diffuso nelle foreste di conifere e in quelle miste della regione settentrionale del Nordamerica, dall'Alaska alla Nuova Scozia, spingendosi a sud fino alla Carolina del Nord, a est, e alla California, a ovest. Le popolazioni presenti lungo la costa pacifica degli Stati Uniti sono geneticamente distinte dai G. sabrinus diffusi nel resto del Nordamerica, ma vengono ugualmente considerati membri della stessa specie.

## Biologia

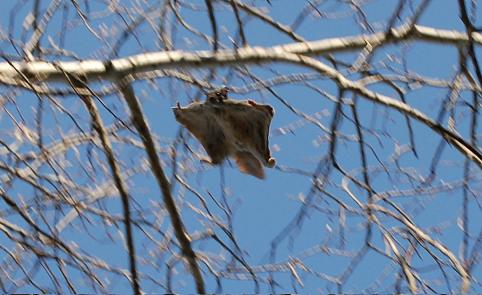
Un glaucomio del nord in volo.

Il glaucomio del nord è considerato uno dei mammiferi planatori più aerodinamicamente sofisticati, in grado di coprire una distanza di 3–45 m con un'unica planata. Si sposta in questa maniera da un albero all'altro, alla ricerca di nutrimento, costituito prevalentemente da funghi e licheni, ma anche da insetti, noci, gemme, semi e frutti. Trascorre anche gran parte del tempo nutrendosi al suolo.
Il glaucomio del nord occupa per tutto l'anno una delle sue molteplici tane. In inverno, questa è spesso situata nella cavità di un albero di conifera, e, dal momento che l'animale non va in ibernazione, più esemplari possono occupare lo stesso nido per scaldarsi a vicenda. Durante la riproduzione, che avviene tra febbraio e luglio, la femmina di glaucomio del nord si sceglie generalmente una tana nella parte inferiore di un albero. La specie, tuttavia, può cambiare spesso dimora, perfino nel periodo dell'allevamento dei piccoli.
Ogni stagione, dopo una gestazione di 37-42 giorni, vengono partorite una o due nidiate di 2-6 piccoli. Essi vengono svezzati a circa 2 mesi e raggiungono la maturità sessuale a 6-12 mesi.
Il glaucomio del nord, così come gli scoiattoli del genere Tamiasciurus, costituisce una delle prede principali dell'allocco macchiato (Strix occidentalis); tra gli altri suoi predatori vi sono altre specie di grandi uccelli, come il gufo reale della Virginia e molti Accipitridi, la martora americana, la lince canadese e la volpe rossa. Oltre a costituire una preda per questi animali, esso svolge un importante ruolo nell'ecosistema in cui vive, disseminando le spore dei funghi ectomicorrizici dei quali si nutre, essenziali per molte specie di conifere e di alcuni tipi di latifoglie.

## Conservazione
La IUCN inserisce il glaucomio del nord tra le specie a rischio minimo. Due sottospecie, il glaucomio della Carolina (G. s. coloratus) e quello della Virginia (G. s. fuscus), diffuse nella regione meridionale degli Appalachi, sono minacciate di estinzione, ma la sottospecie della Virginia è nuovamente aumentata di numero, tanto che nell'agosto del 2008 è stata tolta dalla lista delle specie minacciate. Il Servizio Pesca e Fauna Selvatica degli USA, però, ha rimesso sotto protezione questo scoiattolo volante il 6 luglio del 2011.